# Tunnel Königshainer Berge
Der Tunnel Königshainer Berge ist mit 3281 m Länge einer der zehn längsten Straßentunnel in Deutschland. Er durchquert die namensgebenden Königshainer Berge.
Als Teil der Bundesautobahn 4, in der Nähe von Görlitz zwischen den Anschlussstellen Nieder Seifersdorf (92) und Kodersdorf (93) liegend, unterquert er das Landschaftsschutzgebiet Königshainer Berge. Im Rahmen des Aus- und Neubaus der Bundesautobahn 4 (Verkehrsprojekt Deutsche Einheit Nr. 15) wurde das Bauwerk errichtet. Der Baubeginn war 1996. Drei Jahre später folgte die Inbetriebnahme. Die Gesamtkosten des Tunnels betrugen ungefähr 80 Millionen Euro.

## Konstruktion
Die Röhren haben eine Länge von 3279 m bzw. 3281 m. Von beiden Seiten in Richtung Tunnelmitte ist eine Steigung von rund 0,5 % vorhanden. Die Portale liegen auf einer Höhe von ungefähr 192 m ü. NN. Der Achsabstand zwischen den Röhren beträgt etwa 25 m, bei einer maximalen Überdeckung von 50 m. Jede Röhre hat eine Lichtraumhöhe von 4,5 m und eine Lichtraumbreite von 9,5 m, die sich aufgliedert in zwei 3,5 m breite Fahrstreifen, Randstreifen von 0,25 m und beidseitige Notgehwege von 1,0 m Breite. In beiden Röhren gibt es im Abstand von 642 m vier 40 m lange Pannenbuchten. Die Richtungsfahrbahnen sind durch neun befahrbare Verbindungstunnel in Abständen von 321 m miteinander verbunden. 24 Strahlventilatoren belüften jede Röhre in Längsrichtung.
Der Tunnelbau im anstehenden Granit erfolgte im bergmännischen Sprengvortrieb und Spritzbetonausbau nach der neuen österreichischen Tunnelbauweise. Die Röhren wurden parallel von beiden Portalen aus aufgefahren. Die Regelquerschnittsfläche beträgt 80,5 m² und es fielen 570.000 m³ Ausbruchmaterial an.

## Sicherheit
Es gibt unter anderem alle 165 m Notrufnischen, bei deren Benutzung Geschwindigkeitsbegrenzung auf 60 km/h angezeigt werden. Gefahrguttransporte dürfen den Tunnel durchqueren.

## Tunnelbrand und Streckensperrung
Am Pfingstsonnabend 2013 brannte ein LKW in der südlichen Röhre (ostwärtige Richtungsfahrbahn) aus. Auf Grund des Brandes musste die Tunnelröhre an dieser Stelle saniert werden, der ostwärtige Verkehr von täglich ca. 30.000 Fahrzeugen wurde in dieser Zeit über mehrere Routen zum Teil weiträumig umgeleitet. Die Sanierung war Mitte Oktober 2013 abgeschlossen. Die Kosten betrugen rund zwei Millionen Euro. Die Kosten der Sanierung der Umleitungsstrecken, die für die Verkehrsmenge nicht ausgelegt sind, und zum Teil erhebliche Schäden durch Schwerlastverkehr erlitten, betrugen weitere sechs Millionen Euro. Während der Bergungsarbeiten kam es außerhalb des Tunnels zu einem tödlichen Verkehrsunfall. Als ein Sattelzug nahezu ungebremst auf das Stauende auffuhr, starb ein Mann, sieben Personen wurden zum Teil schwer verletzt.

## Tunnelfeuerwehr
Im Rahmen der Generalsanierung des Tunnels, die von April 2024 bis Herbst 2025 geplant ist, wird eine Tunnelfeuerwehr benötigt, da während der Bauarbeiten der Brandschutz nicht wie üblich durch die örtlichen Freiwilligen Feuerwehren sichergestellt ist. Zudem wird der Verkehr während der Bauphase in beiden Richtungen durch eine Tunnelröhre geleitet.
Die Anfang März 2024 in Betrieb genommene neue Werksfeuerwache liegt in unmittelbarer Nähe des Ostportals in Wiesa und wird von der VSU Brandschutz GmbH betrieben. Finanziert wird die Feuerwehr durch die Autobahn GmbH des Bundes. Die Kosten für den Bau des Feuerwehrgebäudes wurden vom Landkreis getragen, der es nach Abschluss der Sanierung übernimmt und für Schulungen nutzen möchte. Auch eine Verwendung bei späteren Sanierungen des Tunnels ist denkbar.
Die Fertigstellung des Neubaus der Feuerwache erfolgte im Juni 2023 und ermöglicht es den Einsatzkräften, Gefahrenstellen über drei mögliche Zufahrten in maximal drei Minuten zu erreichen. Von den insgesamt 24 Einsatzkräften stehen rund um die Uhr sechs für Notfälle zur Verfügung, im Tagesdienst unterstützt durch einen Wachleiter. Der Fuhrpark umfasst zwei Voraus-Tanklöschfahrzeuge, wobei eines als technische Reserve vorgesehen ist. Nach Abschluss der Bauarbeiten sollen diese Fahrzeuge den angrenzenden Gemeinden Kodersdorf und Waldhufen zur Verfügung gestellt werden.